# Los Compadres
Il duo Los Compadres è stato un gruppo musicale cubano nato nel 1942. In origine era composto da Lorenzo Hierrezuelo e Francisco Repilado. Secondo la critica è stato uno dei gruppi più rappresentativi della musica cubana ed è stato molto apprezzato grazie alla perfetta aggregazione delle due voci e delle chitarre, una combinazione raramente riscontrata nella storia della musica cubana.

## Storia
I due musicisti vennero ribattezzati con soprannomi che li accompagneranno per tutta la vita: Lorenzo Hierrezuelo, che era la prima voce, diventa "Primo Compay" e Francisco Repilado, la seconda voce, diventa "Compay Segundo". Un vero complimento visto che il termine compay, forma contratta di compadre, che significa padrino di battesimo, ha un significato più profondo che sta ad indicare amicizia e lealtà.
Il duo segna in maniera indelebile tutta un'epoca della musica cubana e brani come Macusa, Mi son oriental, Hey Caramba, Sarandonga, Los barrios de Santiago e Yo canto en el llano diventeranno successi popolari che inoltre saranno poi ripresi da decine di altri artisti.
Da precisare che durante i concerti il duo era spesso rinforzato con bongó, contrabbasso e güiro.
Nel 1955 Compay Segundo lascia il duo per formare il gruppo Compay Segundo y sus Muchachos. Il suo posto viene preso dal fratello di Hierrezuelo, Reynaldo, conosciuto come Rey Caney, già fondatore del Cuarteto Patria e poi direttore del quintetto Vieja Trova Santiaguera. Anche con questa formazione Los Compadres continuano ad essere coronati dal successo in tutta l'America Latina; i loro tour toccheranno anche alcuni paesi dell'Europa e arriveranno a suonare sino in Giappone. In Perù gli verranno assegnati due Golden Records.
Il duo resterà attivo fino alla morte di Lorenzo, avvenuta il 16 novembre 1993.

## Discografia
- 1996 - Huellas del pasado,  (EGREM)
- 2000 - Compay Segundo y Compay Primo, EGREM)
- 2000 - Llegaron Los Compadres, (EGREM)